# Speculatietaks
De speculatietaks is een belasting die van 1 januari 2016 tot 1 januari 2017 in België van kracht was. De nieuwe taks kwam er in het kader van de taxshift die de regering-Michel I doorvoerde.
De speculatietaks is een belasting die door beleggers moet betaald worden wanneer zij beursgenoteerde aandelen binnen de eerste zes maand na aankoop weer verkopen. Op de gerealiseerde meerwaarde bij de verkoop moet er dan 33% belasting worden betaald. Deze wordt berekend volgens het "last in, first out"-principe. Het is de bedoeling dat de banken deze taks innen, maar meerdere banken hadden bij het in werking treden van de belasting hun systemen niet kunnen aanpassen.
De belasting geldt voor de meeste producten, maar niet voor obligaties, trackers, beleggingsfondsen en CFD's. Omdat deze laatste populair zijn bij jonge beleggers, wordt er gevreesd dat deze door de speculatietaks aandelen zullen vermijden en meer zullen inzetten op CFD's, die zeer speculatief zijn.